# Anguillon
L'Anguillon est une rivière française du sud de la France, dans les départements des Bouches-du-Rhône et de Vaucluse, en région Provence-Alpes-Côte d'Azur, et un affluent gauche de la Durance en rive sud, et un sous-affluent du fleuve le Rhône.

## Géographie
L'Anguillon a une longueur de 19,5 km. Il prend sa source à Saint-Rémy-de-Provence, au pied des Alpilles, à 106 m d'altitude et au lieu-dit le Mas de Lyane, et s'appelle alors le ruisseau de Terenque. Sa source est voisine du sentier de grande randonnée GR653D.
Il coule globalement du sud vers le nord, pour rejoindre la Durance qui coule de l'est vers l'ouest. Donc il coule globalement vers le nord toute la traversée de Noves en s'appelant le Grand Anguillon, puis oblique vers le nord-ouest dans la commune de Châteaurenard.
L'Anguillon conflue avec la Durance au sud d'Avignon, au nord de la commune de Châteaurenard, et à 27 m d'altitude tout près de l'étang de Sudre, et juste au droit d'une barre-chûte de la Durance. 

### Communes et cantons traversés
Dans le département des Bouches-du-Rhône, l'Anguillon traverse les trois communes suivantes, dans deux cantons, dans le sens amont vers aval, de Saint-Rémy-de-Provence (source), Noves, Châteaurenard (confluence).
En ce qui concerne les cantons, l'Aiguillon prend sa source dans le canton de Saint-Rémy-de-Provence, traverse et conflue dans le canton de Châteaurenard, le tout dans les deux arrondissement d'Arles, dans les deux intercommunalités communauté de communes Vallée des Baux-Alpilles et communauté d'agglomération Terre de Provence.

### Bassin collecteur
L'Anguillon traverse une seule zone hydrographique « La Durance du Coulon au Rhône » (X350) de 14 342 km2 de superficie. Ce bassin versant est constitué à 75,67 % de « forêts et milieux semi-naturels », à 22.04 % de « territoires agricoles », à 1,76 % de « territoires artificialisés », à 0,53 % de « zones humides », à 0,53 % de « surfaces en eau »,. 

### Organisme gestionnaire
L'organisme gestionnaire est l'EPTB SMAVD ou syndicat mixte d'Aménagement de la vallée de la Durance.

## Affluent
L'Anguillon a un seul affluent contributeur référencé :
- la Roubine de Tiran (rd[note 4]) 9,6 km. Elle prend sa source sur la commune de Eygalières, traverse Mollégès, et Saint-Rémy-de-Provence et conflue à Noves[6]. En ce qui concerne les cantons, elle prend sa source dans le canton d'Orgon, traverse le canton de Saint-Rémy-de-Provence et conflue sur le canton de Châteaurenard. Celui-ci a lui-même un affluent[6] :
  - le Gaudre de Romanin (rg) 9,3 km, sur les communes de Aureille (source), Eygalières, et Saint-Rémy-de-Provence (confluence)[7]. Il prend sa source sur le canton d'Eyguières, traverse le canton d'Orgon et conflue sur le canton de Saint-Rémy-de-Provence. En fait il sert -en gros - aussi de séparateur entre Eygalières et Saint-Rémy-de-Provence. Celui-ci est sans affluent contributeur référencé[7].

### Rang de Strahler
Le rang de Strahler de l'Anguillon est donc de trois par la Roubine de Tiran.

## Hydrologie
Son régime hydrologique est dit pluvio-nival.